# Oxyagrion miniopsis
Oxyagrion miniopsis är en trollsländeart som först beskrevs av Selys 1876.  Oxyagrion miniopsis ingår i släktet Oxyagrion och familjen dammflicksländor. IUCN kategoriserar arten globalt som livskraftig. Inga underarter finns listade i Catalogue of Life.